# Норт Оберн (Калифорнија)
Норт Оберн (енгл. North Auburn) насељено је место без административног статуса у америчкој савезној држави Калифорнија.

## Демографија
По попису из 2010. године број становника је 13.022, што је 1.175 (9,9%) становника више него 2000. године.
| Група             | 2000.          | 2010.          |
| Белци             | 10.106 (85,3%) | 10.066 (77,3%) |
| Афроамериканци    | 84 (0,7%)      | 115 (0,9%)     |
| Азијати           | 212 (1,8%)     | 298 (2,3%)     |
| Хиспаноамериканци | 1.091 (9,2%)   | 2.108 (16,2%)  |
| Укупно            | 11.847         | 13.022         |